# عبد الرحمن بوطيب
عبد الرحمن بوطيب (مواليد 1951 في الدار البيضاء)، هو أديب مغربي مُتعدد التخصصات: شاعر، قاص، روائي، كاتب سير، ناقد. وأستاذ اللغة العربية وآدابها.

## من أعماله
- ديوان قصائد نثر حداثية بعنوان “وتين الحنين”.
- ديوان تناغم حروف قصيدة نثر حداثية مشترك مع الشاعرة السورية الأستاذة “روضة الدخيل” بعنوان “عطفات روضة الشعرية”.
- مجموعة قصصية بعنوان “أنا الكاتب… وتلك حكاية أخرى”.
- سيرة مهنية بعنوان “معلم”.
- سيرة ذاتية سردية شعرية بعنوان “غرب المتوسط”.
- سيرة ذاتية سردية شعرية بعنوان “قارئة الفنجان”. —
- سيرة روائية بعنوان “أمي… قرن من عذابات وصمود”.
- كتاب نقدي حول “قصيدة النثر الحداثية” بعنوان” بنيات قصيدة النثر الحداثية”.